# Lisa McVey
Lisa McVey, oggi Lisa Noland (Tampa, marzo 1967), è una poliziotta statunitense.
All'età di 17 anni venne rapita dal serial killer e stupratore Bobby Joe Long. McVey è stata una delle ultime vittime di Long e le informazioni che ha fornito alla polizia hanno portato alla sua cattura.  Pochi anni dopo il suo calvario, McVey iniziò una carriera nelle forze dell'ordine.

## Biografia
Come ha sempre raccontato serenamente da adulta, anche prima del suo rapimento McVey soffrì di abusi domestici fin da piccola; sua madre era tossicodipendente e alcolizzata e, per questo, Lisa venne data in affido e lasciata a se stessa. Quando Lisa aveva quattordici anni, la madre la costrinse a trasferirsi da sua nonna per prendersi cura di lei. McVey subì abusi sessuali da parte del fidanzato della nonna, che per tre anni la molestò, puntandole una pistola alla testa per minacciarla. Ciò portò Lisa a meditare seriamente il suicidio: la notte prima del rapimento scrisse una lettera di addio in contemplazione della sua morte imminente.

### Il rapimento
Il 3 novembre 1984, McVey fu strappata dalla sua bicicletta lungo il tragitto verso la casa di sua nonna dopo il lavoro. Venne bendata, minacciata, violentata e torturata per 26 ore. In seguito avrebbe appreso che l'autore era Bobby Joe Long, responsabile di almeno dieci omicidi di donne e oltre cinquanta stupri.
Durante la sua prigionia, McVey fece leva sul carattere infantile del suo rapitore e si offrì di essere la sua "fidanzata segreta".  Riuscì poi a ottenere la simpatia di Long affermando di essere l'unica figlia di un genitore malato. L'uomo venne convinto a rilasciarla in un luogo isolato, istruendola di rimanere bendata per cinque minuti mentre lui scappava. Quando Lisa tornò a casa, venne picchiata dal compagno della nonna e interrogata per cinque ore su dove fosse stata, finché non riuscì a convincerli a chiamare la polizia.
Durante il rapimento, McVey si impegnò a memorizzare diversi dettagli e lasciò intenzionalmente impronte digitali su diverse superfici nel bagno di Long per aiutare la polizia a identificarla in caso fosse stata uccisa.  Attraverso la sua descrizione del suo rapitore, del suo veicolo, del percorso che hanno preso e di altri elementi, la polizia fu in grado di rintracciare Long e collegarlo ad altri crimini. Gli ufficiali iniziarono un'operazione di sorveglianza e arrestarono Long il 16 novembre 1984 per l'aggressione sessuale e il rapimento di McVey.
Il 23 settembre 1985, Long si è dichiarato colpevole dei suoi crimini contro McVey e di altri otto capi di imputazione per omicidio di primo grado, otto per rapimento e sette per violenze sessuali. Ricevette l'ergastolo e due condanne a morte per gli omicidi di Michelle Denise Simms e Virginia Johnson. Quando Long è stato giustiziato il 23 maggio 2019, erano presenti McVey e un'altra sopravvissuta, Linda Nuttall. Lisa fu elogiata per il suo impegno, rivelatosi essenziale per la risoluzione del caso.

### Carriera
Nel 1994, McVey ha iniziato a lavorare per il dipartimento dei parchi e delle attività ricreative della contea di Hillsborough. Quando ha denunciato un'irruzione in ufficio, il vice che è venuto sul posto le consigliò per la prima volta di diventare una poliziotta. Nel 1999, è stata trasferita all'ufficio dello sceriffo della contea di Hillsborough come spedizioniere ed è diventata una vice di riserva. Entrò nell'accademia di polizia ed è stata nominata supplente nel 2004.  Lavora nello stesso dipartimento che ha trovato e arrestato il suo rapitore specializzato nella lotta ai crimini sessuali e nel lavoro per proteggere i bambini.

## Nei media
- La storia del rapimento di Lisa è raccontata nel film per la televisione Believe Me: The Abduction of Lisa McVey.[7][10] [11][12]
- McVey ha pubblicato un libro intitolato Smoldering Embers, in cui racconta la sua esperienza.[13] [14]